# 桃園市私立有得雙語中小學
桃園市私立有得雙語中小學（英語：Yoder Bilingual Academy）位於台灣桃園市中壢區，設立於2010年9月；為中壢區第一所私立國民中小學。學校由謝有得、謝文卿父子共同創辦，於2004年取得校地後開始籌備成立，經2005年完成土地變更，2008年取得建築執照，2009年開始動工興建，並於2010年9月正式成立「有得雙語小學」。
有得董事會在學生家長的支持下，於2012年成立國中部並正式更名為「有得雙語中小學」。校地面積近2公頃，預計可容納學生數為1,100餘人
。

## 歷史沿革
- 2009年：籌備處成立，聘任鐘瑞麗博士為籌備校長
- 2010年：正式成立「有得雙語國小」[3]並聘任汪體臺先生為第一任校長
- 2012年：招收第一屆國中部學生，由「有得學校財團法人桃園縣有得國民小學」改制為「有得學校財團法人桃園縣有得國民中小學」
- 2014年：
  - 3月24日：舊金山第一夫人到訪
  - 5月，雲南大學高等教育研究院董雲川院長來訪
  - 10月31日：新教學大樓『思源大樓』落成啟用典禮
- 2015年
  - 1月21日：美國在台協會（AIT）第二次來訪為5～9年級學生進行專題研講
  - 12月25日：有得情境教室落成啟用典禮暨音樂會
- 2016年
  - 6月28日：舊金山州立大學（San Francisco State University）校長 Leslie Wong 和副校長 Robert Nava 來訪 （页面存档备份，存于）
  - 8月1日：聘任蘇景進博士為校長 （页面存档备份，存于）
  - 9月：成立國中部國際移動班
  - 10月23日：獲頒「英國劍橋英語認證績優學校 （页面存档备份，存于）」
  - 11月28日：美國聖路易斯兩所天主教高中 St. John Vianney High School 和 Rosati Kain High School 來訪
- 2017年
  - 1月12日：日本宮城縣富谷市教育參訪團來訪 （页面存档备份，存于）
  - 3月20日： 美國北加州Moreau天主教高中董事長來訪 （页面存档备份，存于）
  - 3月28日：日本兵庫縣武庫川女子大學附屬中學來訪 （页面存档备份，存于）
  - 5月1日：本校王芊又、黃霈玲同學參加「2017世界競技疊杯高雄世錦盃」比賽成績亮眼！ （页面存档备份，存于）
  - 5月19日：紐西蘭奧克蘭市Northcross國中校長來訪 （页面存档备份，存于）
  - 5月30日：國小部6年級學生謝長融(Marcus Hsieh)多益(TOIEC)英語檢測考取985分 （页面存档备份，存于）[4]
  - 6月30日：本校在 Google Education Dash&Dot 機器人程式設計全國大賽低年級組獲「第一名」、高年級組獲「第二名」佳績！ （页面存档备份，存于）[5]
  - 7月19日：2017 Drama Mania 英語話劇 – A Window to The World在中壢藝術館舉辦 （页面存档备份，存于）
  - 7月30日：日本宮城縣富谷市教育參訪團一行30餘人來訪 （页面存档备份，存于）
  - 10月6日 賀！本校三位學生參加 ICRT 電台英語小DJ選拔順利進入決賽 ～ （页面存档备份，存于）
  - 10月20日：有得學子參加『106桃園市國中小發明展』初試啼聲榮獲佳績 （页面存档备份，存于）[6][7][8][9]
  - 11月19日：賀~本校榮獲桃園市106年度水動力火箭車競賽金隼組第二名 （页面存档备份，存于）
  - 12月24日：本校榮獲「桃園市106年度國民中學學生英語讀者劇場比賽」第2名佳績 （页面存档备份，存于）
  - 12月26日：本校學生獲美國ETS機構頒發 TOEFL Jr. 和 TOEIC 『金色證書』  （页面存档备份，存于）
  - 12月27日：北京清華大學附中國際學校學生及代表來訪有得 （页面存档备份，存于）
- 2018年
  - 2月18日：有得與多倫多天主教教育局 TCDSB 簽訂合作備忘錄 （页面存档备份，存于）
  - 3月21日：新加坡鋼琴大師 Jonathan Lim 到校與學生分享學琴經驗 （页面存档备份，存于）
  - 3月30日：桃園市教育局107年貓咪盃程式設計Scratch競賽 本校國中部遊戲組及動畫組雙雙獲獎 （页面存档备份，存于）
  - 4月3日：有得小將李秉豐榮獲107年第十五屆總統盃全國溜冰錦標賽雙料冠軍 （页面存档备份，存于）
  - 5月11日：有得發明展學生團隊參訪法國巴黎名校 Ecole Jeannine Manuel （页面存档备份，存于）
  - 5月25日：全國唯一～有得學生參加2018巴黎國際發明展三作品獲獎 （页面存档备份，存于）[10][11]
  - 5月27日：本校成為美國 TOEFL Primary(小托福)英文檢測桃園地區唯一考場 （页面存档备份，存于）
  - 5月31日：有得學子榮獲Dash&Dot世界賽第二名及第三名，為非英語系國家唯一獲獎隊伍！ （页面存档备份，存于）[12][13][14]
  - 6月27日：有得7年級學生謝長融在美國SAT測驗考取1490分，獲美國約翰霍普金斯大學頒贈 Grand Honors Award （页面存档备份，存于）[15]
  - 7月28日：日本富谷市五中學教育參訪團二度來訪 （页面存档备份，存于）
- 2019年
  - 8月 1日：日本富谷市市長帶領五所中學教育參訪團三度來訪
  - 8月 ：國中部國際班獨立成立『桃園市有得國際實驗教育機構 （页面存档备份，存于）』
  - 11月26日：比利時教育參訪團10餘位官員到訪有得

## 外部連結
- 桃園市私立有得雙語中小學 （页面存档备份，存于）
- 有得雙語中小學 Facebook Page
- 有得雙語中小學 英語競爭力強 04/02/2015 （页面存档备份，存于）

24°58′49.76″N 121°15′6.19″E / 24.9804889°N 121.2517194°E